# André Lerond
André Lerond (Le Havre, 6 december 1930 – Bron, 8 april 2018) was een Frans voetballer die als verdediger speelde.
Lerond kwam uit voor AS Cannes, Olympique Lyon en Stade français. Met Lyon won hij in 1954 de Ligue 2. In 1962 werd hij door France Football uitgeroepen tot Frans voetballer van het jaar. Lerond was aanvoerder van het Frans voetbalelftal dat derde werd op het wereldkampioenschap voetbal 1958.